# Zagvozd
Zagvozd je općina u Hrvatskoj, u Imotskoj krajini, Splitsko-dalmatinska županija. Zagvozd se nalazi 18 km od Imotskog, 15 km od Šestanovca, 18 km od Lovreća i 46 km od Vrgorca.

## Općinska naselja
Sedam naselja pripada općini Zagvozd (stanje 2006.), to su: Biokovsko Selo, Krstatice, Rastovac, Rašćane Gornje, Zagvozd, Župa i Župa Srednja.

## Zemljopis
Nalazi se iza Biokova, u gorskom dijelu Zagore. Kroz njega vodi stara Napoleonova cesta, građena 1804. do 1809. godine dok je Dalmacijom upravljao providur Danese, a vojni zapovjednik bio maršal Marmont.
Zagvozd je smješten između Biokova i više brda sa sjeverne strane mjesta - Orljače (909 m n/m), Velikog Drežnja (775 m), Golog Brda (636 m) i Lukove glave (742 m). Prostire se u pravcu sjeverozapad-jugoistok u dužini od 10 km, a od sjeveroistoka do granice na planini Biokovo u širini 8 km. Najveći dio njegove površine je planinski. Obradivog tla je svega 413 ha, pašnjaci zauzimaju 4252 ha, na šume otpada 1512 ha, dok je neplodnih površina 25 ha. Naselje Zagvozd graniči s Krstaticama, Župom, Velikim Brdom, Bastom, Grabovcem, Medovdocem, dok su granice općine nešto drugačije. Općina graniči s Grabovcem, Medovdocem, Slivnom, Rašćanima, Velikim Brdom i Bastom.
Uže područje Zagvozda omeđuje Sridnja gora na zapadu, planina Biokovo na jugu, s istoka prijevoj Turija, a sa sjevera Golo brdo, visoravan Škobaljuše i brdo Orljača.

## Obrazovanje
Zagvoškoj je školi gravitiralo 38 sela i pohađalo ju je i po 350 učenika. 1969. u Zagvozdu izgrađena je nova školska zgrada sa športskom dvoranom. Zagvoška je škola bila onda jedna od najljepših i najopremljenijih škola u Hrvatskoj.

## Kultura
- Kazališni festival "Glumci u Zagvozdu"

## Stanovništvo

### Popis 2011.
Prema popisu stanovništva iz 2011. godine, Općina Zagvozd ima 1188 stanovnika. Većina stanovništva su Hrvati s 99,49 %, a po vjerskom opredijeljenju većinu od 99,33 % čine pripadnici katoličke vjere.

### Popis 2001.
Prema popisu iz 2001. godine, Zagvozd ima 1642 stanovnika.
| broj stanovnika | 2522  | 2929  | 3176  | 3779  | 4461  | 5051  | 4758  | 4993  | 4760  | 5032  | 4656  | 4547  | 3288  | 2295  | 1642  | 1188  | 957   |
|                 | 1857. | 1869. | 1880. | 1890. | 1900. | 1910. | 1921. | 1931. | 1948. | 1953. | 1961. | 1971. | 1981. | 1991. | 2001. | 2011. | 2021. |

| broj stanovnika | 1105  | 1545  | 1425  | 1692  | 1935  | 2252  | 2495  | 2663  | 2058  | 1844  | 1827  | 1866  | 1654  | 1181  | 965   | 767   | 640   |
|                 | 1857. | 1869. | 1880. | 1890. | 1900. | 1910. | 1921. | 1931. | 1948. | 1953. | 1961. | 1971. | 1981. | 1991. | 2001. | 2011. | 2021. |

## Uprava
Načelnik općine je Miroslav Gaće iz redova Hrvatske demokratske zajednice. Općinsko poglavarstvo ima pet, a općinsko vijeće jedanaest članova.

## Poznate osobe
- Joško Čagalj (Jole), hrv. pjevač
- Petar Kaer, hrv. prosvjetar, umjetnik, znanstvenik, arheolog, rimokatolički svećenik, skupljač i zapisivatelj narodnog blaga
- Ivo Mlikota, hrv. prosvjetar, kulturni djelatnik i umjetnik
- Mate Maksim Mlikota, hrv. naivni slikar
- Vedran Mlikota, hrv. glumac
- dr. Dragan Mucić, hrvatski pjesnik i teatrolog
- Danijel Prodan, hrvatski pjesnik
- Julija Stapić-Katić, hrv. slikarica i pjesnikinja
- Ivica Šušić, hrvatski pjesnik
- Nediljko Šuvar, hrv. akademski slikar
- Stipe Šuvar, hrv. političar i visoki dužnosnik
- Joško Tomičić, hrv. pjevač, tragično preminuo u prometnoj nesreći
- Nikola Tomičić, hrv. malonogometni reprezentativac

### Počasni mještani
Ivica Percl, Darko Ćurdo, Žarko Potočnjak, Zlatko Vitez, Duško Ljuština, Franjo Kuhar, Goran Navojec, Danko Ljuština, Branko Grgić, Ante Žaja, Branimir Gudelj Velaga, Ljubomir Gudelj Velaga, Anja Šovagović Despot.

## Spomenici i znamenitosti
- Stećak "Vukov greb" koji stoji na ulazu u Zagvozd a koji je bio izlagan u svjetskim muzejima te Zaranač-ploča.
- Crkva Svih Svetih, zaštićeno kulturno dobro
- Crkva Velike Gospe, zaštićeno kulturno dobro

## Gospodarstvo
U Zagvozdu su nekad postojala poduzeća Poljoprivredna zadruga Biokovska kosa, Tvornica trikotaže Biokovka i GRO Novogradnja.

## Šport
- NK Biokovo Zagvozd

## Vanjske poveznice
- Službena stranica općine (hrv.)
- Zagvoški internetski portal  Arhivirana inačica izvorne stranice od 12. listopada 2011. (Wayback Machine) (hrv.)
- HPD Sv. Jure Zagvozd (hrv.)